# Гисгон (сын Ганнона Великого I)
Гисгон, сын Ганона Великого I — карфагенский военачальник и политик.

## Биография

### Мятеж Ганнона
Отец Гисгона Ганнон, отстранённый от командования в Сицилии, попытался захватить власть в Карфагене. Под предлогом свадьбы дочери он задумал собрать в своём доме всех сенаторов и уничтожить их. Под этим же предлогом он решил устроить пир для народа, чтобы получить его поддержку. Но карфагенская знать разгадала его хитрость. Узнав об этом, Ганнон бежал из города и, вооружив 20 тысяч рабов, захватив крепость, стал ждать когда на его сторону перейдут ливийцы и нумидийцы. Мятеж закончился неудачей. После жестоких пыток Ганнон был распят. Из всех родичей Ганнона уцелел только Гисгон, но и он был изгнан.

### Сицилийская война
После того как неудача постигла Магона, а потом вторгшиеся в пуническую часть Сицилии греки Тимолеонта в битве при Кримиссе в 340 году до н. э. разгромили армию во главе с Гасдрубалом и Гамилькаром, карфагеняне вспомнили о Гисгоне и, вызвав его из ссылки, назначили полководцем. Не желая в будущем подвергать опасности жизнь граждан, карфагеняне проголосовали за решение привлекать иностранных наёмников (в том числе греков).
После того как Гисгон стал главнокомандующим с неограниченными полномочиями, он вступил в союз с тираном Леонтин Гикетом и тираном Катании Мамерком. Разбив отдельные отряды Тимолеонта, Гисгон смог добиться в 339 году до н. э. достаточно выгодных условий мира: граница пунических владений, как и во времена Дионисия Старшего, располагалась к западу от реки Галик. Все желающие лица могли переселиться оттуда в Сиракузы. Позже Карфаген отказался от поддержки Гикета и Мамерка. Без поддержки они вскоре потеряли власть и были убиты.
У Гисгона был сын Гамилькар, который командовал карфагенянами в войне с Агафоклом.

## Комментарии
1. ↑  Иногда именуемый правителем Карфагена в 339—330 годах до н. э.[1]